# Telmen, Zavkhan
Telmen (tiếng Mông Cổ: Тэлмэн) là một sum của tỉnh Zavkhan ở miền tây Mông Cổ. Vào năm 2005, dân số của sum là 2.820 người.

## Địa lý
Sum có diện tích khoảng 3.400 km2. Trung tâm sum, Uvgud, nằm cách tỉnh lỵ Uliastai 122 km và thủ đô Ulaanbaatar 862 km.

### Khí hậu
Telmen có khí hậu bán khô hạn. Nhiệt độ trung bình hàng năm ở khu vực này là -2 °C. Tháng ấm nhất là tháng 7, khi nhiệt độ trung bình là 22 °C và lạnh nhất là tháng 12, với -26 °C. Lượng mưa trung bình hàng năm là 276 mm. Tháng ẩm ướt nhất là tháng 7, với lượng mưa trung bình là 64 mm, và khô nhất là tháng 2, với 4 mm.

## Kinh tế
Sum có một trường học, bệnh viện và khu du lịch.